# Vérvörös égbolt
A Vérvörös égbolt (eredeti cím: Blood Red Sky) 2021-ben bemutatott akció-horrorfilm, amelyet Peter Thorwarth rendezett, amelynek forgatókönyvét Stefan Holtz-szal írta közösen. A főszerepben Carl Anton Koch, Peri Baumeister, Roland Møller, Peri Baumeister, Chidi Ajufo és Dominic Purcell.
A filmet 2021. július 23-án mutatta be a Netflix.

## Cselekmény
Az Amerikába tartó transzatlanti járatot eltérítők csapata veszi át az irányítást. Az aljas tervbe belekeveredik egy leukémiában szenvedő beteg nő és fia. Amikor kitör a káosz és a fiú félelmében elfut, a fiatal anya megpróbálja visszahozni, de az egyik gépeltérítő kíméletlenül lelövi.
A halottnak tűnő nő visszatér az életbe, amikor kiderül, hogy vámpír. Nincs más választása, mint alávetni magát belső gonoszának, és szabadjára engedni vámpír természetét, hogy felvegye a harcot a gépeltérítőkkel és megvédje fiát.

## Szereplők
(Zárójelben a magyar hangok felsorolva)
- Carl Anton Koch[4] – Elias (Vida Bálint)
- Peri Baumeister[4] – Nadja (Majsai-Nyilas Tünde)
- Kais Setti[5] – Farid (Fekete Ernő)
- Kai Ivo Baulitz[4] – Bastian Buchner (Pál Tamás)
- Graham McTavish[4] – Alan Drummond ezredes (Barbinek Péter)
- Roland Møller[4] – Karl (Pál András)
- Dominic Purcell[4] – Berg (László Zsolt)
- Alexander Scheer[4] – Eightball (Csonka András)
- Chidi Ajufo[4] – Curtiz (Bognár Tamás)
- Rainer Reiners – Rainer huber (Várkonyi András)

## A film készítése
2020. szeptember 11-én bejelentették, hogy az akkor még Transatlantic 473 néven futó film prágai forgatását ideiglenesen leállították, miután egy statisztának pozitív lett a COVID-19 tesztje.

## Megjelenés
A Vérvörös égbolt 2021. július 23-án jelent meg a Netflix kínálatában. Ez egyike annak a 71 eredeti filmnek, amelyet a Netflix 2021-ben ad ki, és ami része annak a stratégiának, hogy minden héten legalább egy új film megjelenik.

## jegyzetek
1. ↑  Netflix's David Kosse Talks International Film Strategy; Unveils New Projects Including 'Munich' Adaptation & Jean-Pierre Jeunet's 'Bigbug'. Deadline Hollywood , 2019. december 20. (Hozzáférés: 2021. január 31.)
2. ↑  Transatlantic 473. Czech Film Commission . (Hozzáférés: 2021. január 31.)
3. ↑  IszDb - Magyar hangok (magyar nyelven). Internetes Szinkron Adatbázis. (Hozzáférés: 2021. augusztus 4.)
4. 1 2 3 4 5 6 7 8  Vampires and Airline Travel Meet in Netflix's 'Blood Red Sky' - Bell of Lost Souls
5. ↑  Blood Red Sky (2021) (amerikai angol nyelven). IMDb . (Hozzáférés: 2021. július 23.)
6. ↑  Film and TV Projects Going Into Production - Blood Red Sky. Variety Insight . [2021. május 9-i dátummal az eredetiből archiválva]. (Hozzáférés: 2021. május 9.)
7. ↑  Netflix 'Transatlantic 473' Shoot in Prague Shut Down Temporarily After COVID-19 Diagnosis (EXCLUSIVE). [[Variety (magazin)|]] , 2020. szeptember 11. (Hozzáférés: 2021. január 31.)
8. ↑  Every Major Sci-Fi, Fantasy and Horror Film Coming to Netflix in 2021. Gizmodo , 2021. január 13. (Hozzáférés: 2021. január 31.)